# Jörg Friedrich
Pour les articles homonymes, voir Friedrich.
Jörg Friedrich (né en 1944 à Kitzbühel)  est un auteur et historien allemand. Ses centres d’intérêt sont la période nationale-socialiste et la Seconde Guerre mondiale, et le processus de mise au clair de ce passé (en allemand : Aufarbeitung) pendant l’après-guerre. Il a en outre traité, à travers de nombreuses publications parues dans la presse, du thème des crimes d’État et de gouvernement.
Mais Friedrich s’est surtout rendu célèbre par son livre Der Brand (2002 ; trad fr. l’Incendie), consacré aux bombardements alliés sur les villes allemandes pendant la Seconde Guerre mondiale ; la thèse que défend le livre, et qui suscita la controverse, est que ces bombardements visant des cibles civiles étaient disproportionnés par rapport aux objectifs à atteindre, et constituent un meurtre de masse, et également un crime de guerre, exécuté avec des méthodes qui tendent à faire un rapprochement avec celles utilisées lors de l'Holocauste (par exemple : une planification administrative, etc.). 

## Vie et carrière
Né à Kitzbühel en 1944, il passa cependant son enfance à Essen. Pendant ses années d’étudiant, il adhéra au trotskisme et fut un opposant à la guerre du Viêt Nam. Il travailla ensuite comme historien indépendant, faisant des recherches sur la justice allemande d’après-guerre et sur les procès de Nuremberg, et publiant les résultats de ses travaux dans des ouvrages pour la plupart controversés et dont quelques-uns, traduits en français, anglais, portugais, espagnol etc., se sont vendus à des centaines de milliers d’exemplaires. Il entretient des relations avec les milieux politiques et militaires allemands, et s’est lié d’amitié avec l’ancien chancelier allemand Helmut Kohl. Il a publié des entretiens avec Rudolf Bahro et Raul Hilberg, à l’occasion de la parution de leurs livres.
Outre la publication de livres, Friedrich déploie également une activité journalistique, sur différents plans, et ne se prive pas de prendre position sur des questions actuelles liées au droit de la guerre, notamment à propos des guerres dans les Balkans des années 1990. De même, à la fin des années 1990, Friedrich fut un de ceux qui critiquèrent les expositions itinérantes, connues sous le nom de Wehrmachtsausstellungen, tenues entre 1995 et 1999 et consacrées aux crimes de la Wehrmacht. Il réalisa de nombreuses émissions de radio, en particulier pour le compte de la station berlinoise SFB, et, en collaboration avec l’écrivain, journaliste, cinéaste et historien Alexander Kluge, plusieurs émissions de télévision traitant de questions liées à la Seconde Guerre mondiale, au droit de la guerre, aux crimes nazis et aux bombardements aériens contre l’Allemagne.
Son ouvrage Das Gesetz des Krieges valut à Friedrich de se voir décerner un doctorat honoris causa de l’université d’Amsterdam.
Friedrich vit aujourd'hui comme auteur indépendant à Berlin.

## Ouvrages
Jörg Friedrich se fit connaître par ses livres Freispruch für die Nazi-Justiz (litt. Acquittement pour la justice nazie) et Die Kalte Amnestie (lit. la Froide Amnistie), qui mettaient en lumière l’échec de la dénazification des élites judiciaires en Allemagne et critiquaient l’insuffisance des poursuites pénales engagées en République fédérale contre les crimes nazis, en particulier ceux commis dans le camp de concentration de Majdanek. Auparavant, il avait collaboré, à la maison d’édition Olle & Wolter, à la première édition en langue allemande de l’ouvrage de Raul Hilberg, la Destruction des Juifs d’Europe, et réalisé plusieurs émissions de radio sur et avec Hilberg.

### Freispruch für die Nazi-Justiz(1982)
Dans ce premier ouvrage, paru en 1982, considéré désormais comme le livre de référence sur la juridiction nazie, ainsi que dans le suivant, publié en 1984 sous le titre de Kalte Amnestie, Friedrich s’est penché sur le traitement judiciaire dont ont fait l’objet les crimes nazis en Allemagne fédérale, en particulier à la lumière du procès sur le camp de Majdanek. Dans ces deux livres, il adopte une attitude assez critique envers la manière, à ses yeux insuffisante, dont les crimes nazis ont été poursuivis. L’amorce de la réflexion de Friedrich est un questionnement ainsi formulé : Lorsque l’on va de plus en plus loin, finit-on par se heurter à une limite où le droit cesse et où commence à régner le crime ? La réponse de l’auteur se laisse appréhender par l’extrait suivant tiré de l’édition mise à jour et augmentée de juillet 1998, à la page 642 et suivantes :

« Tous les meurtres et homicides, commis sous le couvert des lois sur l’atteinte à la capacité de défense ('Wehrkraftzersetzung'), sur la désertion ('Fahnenflucht'), sur l’intelligence avec l’ennemi ('Feindbegünstigung'), sur les délits relatifs à l’occultation des lumières et sur les délits d’écoute de radios étrangères ('Rundfunkverbrechen'), sur la profanation raciale ('Rassenschande'), sur le parasitisme social ('Volksschädling'), relevaient de la terreur pure et simple. Les armes dont se sert cette terreur, savoir les articles de loi concernés, allaient d’emblée à l’encontre du droit.
 
Les criminels estimaient, de leur vivant, agir en conformité avec le droit alors en vigueur. Après que ce droit eut cessé d’être en vigueur, il servit de justificatif pendant encore cinquante ans. Ce non-droit couvrit ses serviteurs jusque dans leur tombe, du moins dans son interprétation contemporaine. L’État de droit fit de même que l’État de non-droit, pliant la jurisprudence en fonction de ses propres besoins. Ce n’est qu’après coup, une fois accompli cet acte, que l’État de droit reconnaît cavalièrement qu’il y a eu outrage. La Cour fédérale allemande est, elle aussi, mal à l’aise dans son histoire, et son amnésie sélective de la justice nazie la tourmente. Les effets juridiques qui ont frappé celle-ci, est-il écrit dans le jugement de cette cour du 16 novembre 1995, ont dans l’ensemble manqué leur cible. En d’autres termes, la culpabilité d’extermination de masse aurait été méconnue par deux générations de juges fédéraux ! Car, si l’interprétation qu’en a faite le Bundestag est correcte, les quelque 400 000 sentences qui ont été prononcées, toutes d’ignominieux actes de persécution, dont 30 000 dans un franc dessein d’extermination, étaient donc des non jugements : L’ennemi de la nation doit être supprimé, cet aveu pourtant est bien gravé dans l’instrument exécutoire, le verdict. Il suffisait, à quiconque avait le souci de châtier, de savoir lire. Mais avant qu’elle ne vienne à apparaître comme une défaillance historique, l’entrave à la justice avait statut de pressante nécessité réconciliatrice, d’impératif de l’État de droit, et de bienfait. Ce ne fut que par après que l’État, lorsqu’eut cessé de lui incomber la mission d’œuvrer pour le droit, alla se répandre en remords.

Afin qu’à l’avenir la cible ne soit plus jamais manquée de pareille façon, le paragraphe relatif au détournement de droit ('Rechtsbeugungsparagraph') fut révisé dès 1974. L’intentionnalité cesse d’être une caractéristique nécessaire de l’acte criminel. N’est plus désormais coupable de détournement de droit seulement celui qui le veut et le sait, mais aussi celui qui a pouvoir de le faire et le fait. Voilà qui, en tout cas, ne porte pas atteinte à l’État de droit. Celui-ci, à de certains moments, a légalisé toute l’injustice commise, jusques et y compris l’injustice judiciaire. C’est à l’occasion de sa décision relative aux assassins judiciaires de l’État SED que la Cour fédérale évoqua sa défaillance. Pour ceux-ci continue en outre, en vertu de l’article 103 de la loi fondamentale allemande interdisant la rétroactivité, de s’appliquer sans restriction le §244 du ci-devant code pénal de la RDA, lequel paragraphe requiert nécessairement l’existence d’une intention de maljugement et offre ainsi aux larbins judiciaires le même privilège de non-responsabilité ('Haftungsprivileg') que les articles 1952 et suivants. Comme par le passé, quelques-uns ont, certes, été condamnés, parce qu’ils avaient agi avec plus de despotisme que le despote lui-même et avaient, dans leur excès de zèle, détourné le droit que celui-ci avait institué. »

### Das Gesetz des Krieges(1993)
En 1993 parut l’ouvrage Das Gesetz des Krieges (litt. la Loi de la guerre), dans lequel Friedrich a entrepris d’examiner, en s’appuyant sur les actes du procès instruit contre le haut commandement de la Wehrmacht, la question de la responsabilité de l’armée allemande lors de la campagne de Russie. Il y montre que le haut commandement de la Wehrmacht était non seulement au courant du massacre des Juifs d’Union soviétique, mais qu’il y prenait également part, de multiples manières, pas uniquement en raison de la veulerie ou de l’aveuglement idéologique de tel ou tel général, mais de manière systématique, à travers la « chaîne de commandement » : les Einsatzgruppen étaient logistiquement rattachés à la Wehrmacht et faisaient à celle-ci régulièrement rapport sur leurs activités. Friedrich ne s’est pas tant appliqué à apporter la preuve de cet état de choses que de savoir pourquoi le haut commandement de la Wehrmacht a pu tolérer et appuyer ces massacres et pourquoi des généraux qui passaient pour détester les nazis ne se sont pas à cet égard comportés mieux que ceux des généraux qui étaient des nazis déclarés. Sa réponse est : il est inexact de dire que les militaires auraient, par pur délire racial, relégué à l’arrière-plan les nécessités militaires ; ils jugeaient au contraire utile le massacre des Juifs, par-delà leur idéologie personnelle.
Les réflexions de Friedrich à propos de la genèse et des motivations des crimes de guerre dépassent le cas de la seule Wehrmacht et de la Seconde Guerre mondiale ; elles cherchent aussi à cerner les dilemmes fondamentaux dont se trouve grevé tout effort de subordonner la guerre au droit.
Cet ouvrage fut critiqué dans les comptes rendus de presse en raison d’imprécisions, de faiblesses méthodologiques ainsi que de particularités de langage et de pensée. Mieux vaut sans doute le prendre comme un essai débordant de ses limites génériques que comme un ouvrage d’historiographie ordinaire, attendu que le propos n’en est pas tant d’exposer et de démontrer des faits que de tenter de les pénétrer intellectuellement.
Pour ce livre, l’auteur se vit décerner un doctorat honoris causa de l’université d’Amsterdam de même que le prix annuel de l’année 1995 de la Fondation pour la recherche sur le génocide de l’université de Leyde.

### Der Brand(2002) /Brandstätten(édition illustrée, 2003)
Dans son livre suivant, Der Brand. Deutschland im Bombenkrieg 1940-1945 (trad. Fr. l’Incendie. L’Allemagne sous les bombes, 1940-1945), Friedrich prit pour sujet les bombardements alliés contre l’Allemagne durant la Seconde Guerre mondiale. Après avoir consacré un ensemble de chapitres à l'évolution et au perfectionnement des bombes incendiaires, aux stratégies mises en œuvre pour maximiser leur action destructrice au sol (en particulier, les efforts soutenus du haut-commandement pour trouver le mélange d’explosifs et de matières incendiaires le plus propre à créer un champ d’incendie continu, et d’obtenir ainsi un effet de souffle plus dévastateur et plus meurtrier encore), l'expérience traumatisante vécue par la population réfugiée dans les bunkers et les caves, la mort provoquée par l'élévation subite de la température et par les gaz incendiaires, mais aussi la disparition irrévocable d'un héritage culturel d'une incommensurable richesse et d’une partie de la mémoire allemande consignée dans les archives, Friedrich dresse un inventaire implacable des plus de 1 000 villes et villages bombardés, les évoquant un à un, et donnant pour chacun un historique des attaques aériennes subies, le nombre des victimes et le taux de destruction. 
La stratégie de la terreur pratiquée par les Alliés tua au total plus d’un demi-million de civils, dont 76 000 enfants. Ces attaques procédaient, affirme Friedrich, d’une doctrine militaire ne faisant aucun cas de la personne humaine. Le cas précis du bombardement de la ville de Kiel, dans le nord de l’Allemagne, par l’aviation américaine en décembre 1943, prouve sans doute mieux que tous les autres que les bombardements visant des civils étaient prémédités ; cette ville en effet, bâtie de part et d’autre d’un estuaire (Kieler Förde), lequel était aisément visible d’avion, même de nuit, comprenait à l’est dudit estuaire une zone de chantiers navals et d’industries, et à l’ouest la ville ancienne et des zones strictement résidentielles ; or c’est la zone résidentielle qui fut la proie des bombes incendiaires en décembre 1943. Dès lors qu’un des objectifs des bombardements était d’abréger la guerre en mettant à genoux la population allemande, l’incitant ainsi à se rebeller contre ses dirigeants, la population civile allemande tout entière pouvait alors faire figure d’objectif militaire. Du reste, selon l'auteur, les bombardements de villes allemandes étaient devenus, au plus tard à l’automne 1944, dénués de toute utilité militaire. 
Les souffrances endurées par les populations allemandes étant le point aveugle de la mémoire du XXe siècle, l’auteur estime avoir comblé, avec ce livre, une lacune de l’historiographie de la Seconde Guerre mondiale ; il se voit, ainsi qu’il le déclara au quotidien britannique The Guardian en octobre 2003, comme un révisionniste de l’Histoire.
Si Friedrich reconnaît que l’Allemagne fut la première à bombarder des civils, à savoir par ses attaques aériennes sur Londres, il laisse entendre cependant que cette première attaque fut « accidentelle », pointant ainsi de fait la Grande-Bretagne comme le premier pays ayant « délibérément » bombardé des cibles non militaires. Cependant, Friedrich laisse opportunément hors considération certains bombardements allemands, moins connus certes, comme celui de la ville polonaise de Wieluń, dans les toutes premières heures de la guerre et antérieur à toute attaque contre l’Allemagne, par air ou par terre. Mais Friedrich souligne que la technique visant à provoquer des tempêtes de feu, technique faisant se succéder bombes explosives et incendiaires, fut conçue et mise au point par les Allemands et mise en œuvre pour la première fois lors de bombardements de villes anglaises, tels que le Blitz de Coventry le 14 novembre 1940 et le deuxième grand incendie de Londres dans la nuit du 29 au 30 décembre 1940.

#### Réactions en Allemagne
La parution de Der Brand en 2002 déclencha en Allemagne une vaste polémique. Il fut notamment reproché à Jörg Friedrich de ne pas avoir explicitement placé les attaques aériennes alliées dans leur contexte, à savoir celui d’une guerre déclenchée par l’Allemagne. Il omet d’analyser les considérations qui ont sous-tendu la guerre de bombardement, dont l’objectif premier n’était nullement, dans le chef des Américains et des Britanniques, de tuer gratuitement des populations civiles. Certes, il réussit à décrire avec un relief saisissant les particularités des attaques aériennes, et il possède une manière vivante et frappante d’exposer des aspects techniques complexes, tels que le choix des cibles et les appareils utilisés pour leur localisation. Mais sa fiabilité et son objectivité sont desservies par une tendance à trop dramatiser et par un ton trop familier. Le livre contient par ailleurs un certain nombre d’inexactitudes et des obscurités. Il lui fut reproché en outre d’avoir puisé ses informations dans d’autres publications sans toutes les citer et sans en donner les références.
Au-delà du ton et des figures de style utilisées çà et là, comme l’ironie ou l’antiphrase, voire le sarcasme, qui s’accordent mal à un ouvrage d’historien, certains termes utilisés par l’auteur ont pu laisser perplexes les commentateurs tant britanniques qu’allemands : ainsi, les pilotes des bombardiers alliés sont appelés par Friedrich des Einsatzgruppen, les caves qui brûlaient à la suite des bombardements sont comparés à des « fours crématoires », les victimes des bombardements sont dites « gazées », et parle d’« autodafé de livres » lorsque des bibliothèques deviennent également la proie des flammes lors de ces bombardements. C’est ce choix de termes qui, selon les critiques majoritairement de gauche, a contribué à préparer le terrain à l’apparition du concept de Bombenholocaust, d’Holocauste par les bombes, souvent brandi désormais, notamment par le groupe NPD au parlement régional de Saxe en février 2005, et par l’extrême-droite allemande en général. Aussi bien, quelques-unes des apparitions publiques de Jörg Friedrich après la parution de ce livre furent accompagnées de protestations véhémentes de la part de personnes appartenant à l’extrême-gauche.
Hans-Ulrich Wehler parle du « besoin de répétition, qui finit par lasser », de « l’incertitude du jugement historique », de la « propension à sortir de la réserve et à émotionnaliser » et d’un « langage peu discipliné ». Néanmoins, Friedrich fut sollicité à participer, au travers d’un court article sur Babi Yar, à l’Enzyklopädie des Holocaust ; cet article ne correspondrait pas à l’état actuel de la recherche et fut qualifié d’insatisfaisant dans les articles de presse.

#### Réactions anglo-saxonnes
Une traduction anglaise, The Fire, fut publiée en 2006 chez Columbia University Press, et fut de façon générale bien accueillie par la critique anglo-saxonne, quoique le haut commandement allié fût mis en cause explicitement dans l’ouvrage. Le New York Times par exemple dit du livre qu’il « décrit, ville après ville, avec grand détail, avec une précision soutenue et dans un style très littéraire, ce qui se passait dans les villes pendant que les Alliés larguaient 80 millions de bombes incendiaires sur l’Allemagne... Il y a, dans l’écriture et les commentaires de Friedrich, une acuité, une charge émotionnelle. »
La critique anglo-saxonne, à l’instar des commentateurs allemands, n’a pas été sans relever que Friedrich tendait à mettre, par les termes choisis, les attaques aériennes contre l’Allemagne sur un même plan que l’Holocauste. De nombreuses recensions de son ouvrage ont souligné les impropriétés de langage, en particulier l’utilisation du terme Einsatzgruppen pour désigner les escadrons de bombardiers, et de four crématoire lorsqu’il évoque les abris aériens des villes bombardées dans lesquels les Allemands périssent sous l’effet de la chaleur. Cela valut à Friedrich l’accusation d’inconsidération patente et le soupçon de vouloir amener le lecteur à établir un parallèle intempestif avec "la déshumanisation des Juifs par les nazis". Dan Diner dénonce dans le livre « une tendance à la déshistorisation de la souffrance au profit d’une anthropologisation de celle-ci », de sorte que la cause ayant originellement donné lieu à la souffrance se trouve refoulée. L’important historien britannique spécialiste de la guerre aérienne, Richard Overy, souligna néanmoins à ce sujet que « si l’on choisit comme aune de mesure les thèses concernant l’Holocauste, lesquelles thèses voient ce génocide sous le point de vue de l’époque actuelle, c'est-à-dire mettent en relief l’abstraction de l’acte de tuer, la bureaucratisation de la destruction, la planification administrative et la mise à exécution des meurtres, le comportement des responsables derrière leur table de bureau, donc au regard de la distance entre les auteurs et les victimes, alors l’on retrouve tout cela aussi comme caractéristiques en ce qui concerne la guerre de bombardement » (entretien dans Junge Freiheit du 20 avril 2007). Richard Overy ajoute : « Friedrich sacrifie çà et là la méticulosité scientifique sur l’autel du message qu’il se propose de faire passer. Néanmoins, il s’agit d’un livre fort et saisissant, à l’écriture poignante. C’est un ouvrage important, qui a ses mérites, et propre à ouvrir les yeux de beaucoup ». Cependant, Friedrich revendique expressément sa qualité d’historien objectif, se défendant de prononcer quelque jugement sur la moralité des bombardements alliés.  
En tant qu’historien ayant écrit avec force sur les horreurs commises par l’État allemand sous les nazis, il lui fut fait crédit, par la critique anglo-saxonne, d’être sans complaisance aucune vis-à-vis de l’Allemagne nazie. Ainsi Douglas Peifer écrira-t-il dans sa recension de l’ouvrage que ses précédents travaux traitant des crimes de la Wehrmacht et de la justice nazie lui permettent d’aborder le sujet sans risquer une disqualification automatique comme apologiste d’extrême-droite. Ce nonobstant, deux tentatives d’explication ont, schématiquement, été faites dans la presse anglo-saxonne concernant les récents livres de Friedrich et les sujets qu’il a choisi d’y aborder. La première consiste à supposer dans le chef de Friedrich de forts sentiments anti-guerre et sa volonté, face à la guerre en Irak et à d’autres conflits dans le monde, à joindre sa voix au concert anti-guerre général en Allemagne, et de critiquer implicitement la stratégie d’attaques contre des cibles non militaires en Irak. Friedrich lui-même a rejeté cette explication et affirmé être désolé que l’Incendie ait alimenté l’opposition pacifiste contre la participation de l’Allemagne à la guerre en Irak. La seconde explication donnée est que Friedrich, quoique sincèrement anti-nazi, a en l’espèce œuvré en tant que patriote allemand et s'est ingénié à placer dans une perspective raisonnée les crimes de certains dirigeants allemands pendant la Seconde Guerre mondiale et à les présenter comme étant, tout compte fait, peu différents, voire non pires, que maintes atrocités commises par d’autres pays impliqués dans le conflit.

#### Brandstätten(2003)
L’Incendie fut complété en octobre 2003 d’un volume d’illustrations Brandstätten. Der Anblick des Bombenkriegs (Foyers d’incendie. Aspect de la guerre de bombardement. Disponible en Allemagne uniquement). C’est l’ancien chancelier allemand Helmut Kohl qui réussit à convaincre Friedrich de publier un recueil de photographies montrant Dresde bombardée. Cependant, une condition était attachée à cette publication : des photographies équivalentes de victimes polonaises et britanniques devaient être montrées en même temps. Il échoua cependant à remplir cette condition, expliquant que les archives du gouvernement britannique ne l’autorisaient pas à publier de telles photographies. En réalité, nombre des photographies du Blitz de Londres appartiennent à des collections privées telles que celle de George Rodger ou de Magnum Photos.

### Yalu. An den Ufern des dritten Weltkrieges(2007)
Le plus récent ouvrage de J. Friedrich (litt. Sur les rives de la troisième guerre mondiale), paru en octobre 2007, donne à voir, d’une manière qui est propre à son auteur de traiter et d’envisager l’Histoire, un scénario politique qui jusque-là n’avait pas été révélé au public : la signification de la guerre de Corée (1950-1953) comme prélude à la troisième guerre mondiale. 
La Corée du Nord peut, dans l’interprétation de Friedrich, être compris comme champ de bataille avancé de ce qui est en fait une guerre sino-américaine. Dès le début des années 1950, l’armée de l’air américaine disposait d’une flotte d’avions porteurs d’armes nucléaires. Pour forcer la victoire dans la guerre de Corée, les gouvernants américains étaient disposés à détruire par le feu nucléaire tout un ensemble de cibles situées dans la zone côtière de la République populaire de Chine. L’Union soviétique détenait, déjà à cette époque, l’arme atomique, mais ne disposait pas encore de systèmes vecteurs globaux pour porter une attaque directe sur l’Amérique du Nord. Les chances qu’auraient eues les troupes de l’ONU placées sous l’autorité des États-Unis de l’emporter dans une guerre au sol contre une Armée rouge chinoise forte de quelque 500 000 hommes, à laquelle l’URSS fournissait des armements, étaient quasi inexistantes en Corée. Les plans, concrètement élaborés, visant à un bombardement de la Chine sur de vastes surfaces continues par des armes nucléaires sous la direction du général américain Douglas MacArthur, cependant avortèrent, à la suite de l’intervention diplomatique massive des Européens, qui appréhendaient une riposte militaire de Staline. Friedrich évoque le chiffre de 20 à 30 millions, selon ses propres estimations, de Chinois tués en cas d’attaque nucléaire de grande envergure. En Europe occidentale, où les horreurs de la Seconde Guerre mondiale étaient encore fraîchement présentes dans toutes les mémoires, l’on craignait d’être submergé, dans la contre-attaque qui suivrait, par les blindés russes. Les forces américaines stationnées en Europe se fussent, dans une telle hypothèse, retirées derrière les Pyrénées et eussent abandonné l’Europe centrale et occidentale. Les craintes d’une troisième guerre mondiale, nourries aussi par les expériences vécues avec les bombes atomiques larguées sur Hiroshima et Nagasaki par les Américains en août 1945, et par la possibilité de ce que Friedrich appelle la vindicte de l’homme blanc, décrié comme pilleur, spoliateur, agresseur etc. dans l’ensemble de l’Asie, vinrent à se cristalliser symboliquement sur le fleuve Yalu comme ligne de démarcation entre la République populaire de Chine et la Corée du Nord. En aucun cas, les troupes de l’ONU n’étaient autorisées à franchir cette frontière en direction de la Chine. 
Cet ouvrage montre clairement comment, par quels calculs politiques, les nouvelles grandes puissances (États-Unis, Union soviétique et aussi la Chine) firent au début de la seconde moitié du XXe siècle d’une grande partie du globe l’échiquier de leurs appétits de puissance. Avec un manque de scrupules inimaginable, l’on était disposé à sacrifier des populations innombrables. La Chine communiste, soutenue et assistée par l’URSS, après être entrée dans la guerre, la traîna délibérément en longueur afin de former et d’aguerrir sa jeune armée dans les conditions d’une guerre moderne, tandis que les États-Unis, avec la bénédiction des Nations unies, effectuaient des bombardements insensés en Corée du Nord, dans lesquels périrent des centaines de milliers de Nord-Coréens, infligeant ainsi des souffrances à la population locale, en quelque sorte par procuration, afin de contraindre la Chine et l’URSS à des concessions. De surcroît, les États-Unis, qui détenaient alors le quasi-monopole de l’arme nucléaire, brandissaient de façon répétée la menace d’une destruction nucléaire de plusieurs millions de personnes en Chine (en se réservant aussi de raser des métropoles et centres industriels russes). La menace qui pesait sur elle poussa finalement la Chine, laquelle avait néanmoins acquis un immense prestige, à accepter la négociation et à signer l’armistice. Friedrich rappelle que ce système expérimental, en forme d’épée de Damoclès, de la dissuasion nucléaire, existe encore aujourd'hui ; il s’interroge sur la justification et la légitimation rationnelle du terrorisme d’État en temps de guerre.

### 14/18. Der Weg nach Versailles(2014)
Avec cet ouvrage, paru alors que se commémorait le début de la Première Guerre mondiale, Jörg Friedrich fait certes figure de compilateur et s’appuie amplement, à l’égal de la plupart des autres auteurs de livres semblables, sur les recherches effectuées par ses prédécesseurs ; mais, en plus de s’y entendre à apprêter adroitement les acquis antérieurs, il effectue aussi ses propres investigations et, ne se satisfaisant pas des réponses toutes faites, pose de nouvelles questions et s’attache à mettre en lumière certains aspects plus particulièrement. Cependant, par cette œuvre, Friedrich a aussi rejoint les rangs des historiens portant un regard neuf mais controversé sur les responsabilités dans le déclenchement de la guerre ainsi que sur les buts du conflit et sur son issue. Jörg Friedrich reconstitue méticuleusement la réaction en chaîne irrationnelle qui allait déboucher sur la guerre et dans laquelle toutes les parties belligérantes étaient pareillement impliquées. L’auteur peut cependant apparaître provoquant notamment par la sienne thèse, d’après laquelle le seul tort des Allemands, en comparaison de leurs adversaires — qui auraient, dans une mesure exactement égale aux Allemands, à quelques nuances près, agi avec cupidité et d’une façon moralement non moins répréhensible —, est de s’être comportés, lors de massacres et de crimes de guerre, d’une manière particulièrement maladroite, comme p. ex. en Belgique, ou dans la guerre sous-marine à outrance. Car la naïveté, martèle l’auteur, est bien ce qui a caractérisé les Allemands, tant dans leur attitude d’avant-guerre que dans leurs actions pendant la guerre, et ce qui les a distingués des autres États et peuples belligérants. Les atrocités en Belgique en août et septembre 1914 ont pour la plupart été commises sous l’empire d’une peur, prévalant depuis la guerre franco-prussienne de 1870-1871, de la figure du « franc-tireur », c’est-à-dire du guérillero embusqué qui, déguisé en civil, tue des soldats allemands. Dans la propagande des Alliés, avec ses exagérations souvent grotesques, ces atrocités ont servi de terreau à la fabrication et à la pérennisation, jusqu’au-delà de la guerre, d’une image de marque terrifiante des Allemands, caricaturés en « Huns » capables de tout. L’auteur note : « Sans doute serait-ce soumettre l’humilité chrétienne à trop rude épreuve que de demander aux Belges et aux Britanniques de reconnaître, en regard des exécutions de masse de centaines de villageois, que des choses nettement pires se sont passées au Congo ou dans les camps de concentration » [l’auteur faisant référence ici aux camps de concentration en Afrique du Sud avant la guerre]. « Il revient à chacun d’expier son opprobre. Les Allemands se sont rendus coupables d’une balourdise morale, à partir de laquelle il a été loisible au talent politique de la partie adverse de tisser un filet ». Par suite, l’Allemagne aurait été ravalée au rang de paria aux yeux de la communauté internationale, paria avec qui il était inenvisageable désormais de négocier un traité de paix et d’arriver à une entente. D’autre part, les succès militaires de l’armée allemande se trouvent ici réinterprétés par l’auteur sous l’angle d’une série de scénarios hypothétiques, posture spéculative entraînant l’auteur jusqu’à conjecturer une victoire finale allemande, que l’Allemagne aurait par sa propre stupidité laissé filer à plusieurs reprises.

## Distinctions
- Prix de la fondation Erich-und-Erna-Kronauer 2010.

## Publications

### en allemand
- Freispruch für die Nazi-Justiz. Die Urteile gegen NS-Richter seit 1948. Eine Dokumentation, Berlin, Ullstein, 1982, 662 p. (ISBN 978-3499153488).
- Die Kalte Amnestie. NS-Täter in der Bundesrepublik, Berlin, List, 1984, 560 p. (ISBN 978-3548607481).
- Das Gesetz des Krieges. Das deutsche Heer in Russland 1941-1945. Der Prozess gegen das Oberkommando der Wehrmacht, Munich, Piper, 1993, 1085 p. (ISBN 978-3492221160).
- Der Brand. Deutschland im Bombenkrieg 1940-1945, Munich, Propyläen Verlag, 2002, 592 p. (ISBN 978-3549071656).
- Brandstätten. Der Anblick des Bombenkriegs, Munich, Propyläen Verlag, 2003, 240 p. (ISBN 3-549-07200-7).
- Yalu. An den Ufern des dritten Weltkrieges, Munich, Propyläen Verlag, 2007, 496 p. (ISBN 978-3-549-07338-4).
- (de) 14/18. Der Weg nach Versailles, Berlin, Propyläen Verlag, 2014, 1072 p. (ISBN 978-3549073179).

### en traduction française
- L'incendie : L'Allemagne sous les bombes 1940-1945 [« Der Brand. Deutschland im Bombenkrieg 1940-1945 »], Editions de Fallois, 2004, 542 p. (ISBN 978-2877064958)

### Articles sur l’auteur
- Munzinger-Archiv, Internationales Biographisches Archiv 16/2003 du 7 avril 2003 (Auszug)
- Blank, Ralf: Jörg Friedrich. Der Brand. Deutschland im Bombenkrieg. Eine kritische Auseinandersetzung, in: Militärgeschichtliche Zeitschrift 63 (2004), H. 1, S. 175-186.
- Schneider, Wolfgang: Die Schuld des Glücklichen. Der Berliner Historiker Jörg Friedrich, in: Börsenblatt. Wochenmagazin für den deutschen Buchhandel, Heft 47 (2007), S. 24-26
- Steckert, Ralf: Begeisterndes Leid. Zur medialen Inszenierung des "Brands" und seiner geschichtspolitischen Wirkung im Vorfeld des 2.Irakkriegs, in: Köhler, Th./ Hieber, L. (Hrsg.), Kultur - Bildung - Gesellschaft, Bd. 3, ibidem-Verlag, Stuttgart, 2008.

## Liens
- (de) « Publications de et sur Jörg Friedrich », dans le catalogue en ligne de la Bibliothèque nationale allemande (DNB).
- (de) Jörg Friedrich sur Perlentaucher
- Themenportal Bombenkrieg sur historicum.net
- „Strategie von unten“, 11. August 2002 - Alexander Kluge im Gespräch mit Jörg Friedrich über den Luftkrieg
- „Die Heldenschändung. „Churchill ist der größte Kindermörder der Geschichte.“ Wie der deutsche Historiker Jörg Friedrich in London Tabus bricht.“ Tagesspiegel, 3 février 2007
- Entretien avec J. Friedrich: Kurz vor dem dritten Weltkrieg (Untertitel: Der Koreakrieg als Brennpunkt der Geschichte.) sur Radiofeuielleton von DeutschlandRadio Kultur à l'occasion de la parution de Yalu. An den Ufern des dritten Weltkrieges, le 22 novembre 2007
- Une recension par Jörg Friedrich à propos de Der Junge Stalin de Simon Sebag Montefiore

Recensions
À propos de „Der Brand“:
- „Der Brand“ sur historicum.net
- „Der Brand“ par Hans-Ulrich Wehler
- Volker Ullrich : „Weltuntergang kann nicht schlimmer sein. Jörg Friedrichs brisantes Buch über den alliierten Bombenkrieg gegen Deutschland“, Die Zeit, no 49, 2002

À propos de „Brandstätten“:
- „Brandstätten“ sur le site hsozkult
- „Holocaust und Bombenkrieg sind nicht vergleichbar“, Interview zum Buch mit Julius H. Schoeps, Die Welt, 24 octobre 2003

À propos de „Yalu. An den Ufern des dritten Weltkrieges“:
- Lesart - DeutschlandRadio Kultur: Meistererzählung über einen vergessenen Krieg., billet de Sönke Neitzel du 18 novembre 2007